# Токарівська сільська рада (Новоград-Волинський район)
Токарівська сільська рада — колишня адміністративно-територіальна одиниця та орган місцевого самоврядування у Ярунському (Піщівському)і Новоград-Волинському районах Волинської округи, Київської й Житомирської областей Української РСР та України з адміністративним центром у с. Токарів.

## Населені пункти
Сільській раді були підпорядковані населені пункти:
- с. Токарів
- с. Кам'янка

## Населення
Станом на 1923 рік кількість населення сільської ради становила 1 945 осіб, кількість дворів — 375.
Кількість населення сільської ради станом на 1924 рік становила 2 051 особу.
Відповідно до результатів перепису населення СРСР, кількість населення ради станом на 12 січня 1989 року становила 1 341 особу.
Станом на 5 грудня 2001 року, відповідно до перепису населення України, кількість мешканців сільської ради становила 1 227 осіб.

## Склад ради
Рада складалася з 16 депутатів та голови.

### Керівний склад сільської ради
| ПІБ                         | Основні відомості                                                    | Дата обрання | Дата звільнення |
| --------------------------- | -------------------------------------------------------------------- | ------------ | --------------- |
| Бойко Володимир Федосійович | Сільський голова, 1958 року народження, освіта, член народної партії | 26.03.2006   | 31.10.2010      |
| Бойко Лілія Володимирівна   | Сільський голова, 1976 року народження, освіта вища, позапартійна    | 31.10.2010   |                 |

Примітка: таблиця складена за даними джерела

## Історія
Створена 1923 року в складі сіл Кам'янка (Кам'янка-Токарівська), Кошелів, Токарів та колонії Аделин Жолобенської волості Новоград-Волинського повіту Волинської губернії. На 1 жовтня 1941 року кол. Аделин не перебувала на обліку населених пунктів.
Станом на 1 вересня 1946 року сільська рада входила до складу Ярунського району Житомирської області, на обліку в раді перебували села Кам'янка-Токарівська, Кошелів та Токарів.
5 березня 1959 року, відповідно до рішення Житомирського облвиконкому № 161 «Про ліквідацію та зміну адміністративно-територіального поділу окремих рад області», підпорядковано села Косенів та Крайня Деражня ліквідованої Косенівської сільської ради. Тією ж постановою с. Крайня Деражня передане до складу Середньодеражнянської сільської ради Новоград-Волинського району.
На 1 січня 1972 року сільська рада входила до складу Новоград-Волинського району Житомирської області, на обліку в раді перебували села Кам'янка, Косенів, Кошелів та Токарів.
17 січня 1977 року, відповідно до рішення Житомирського облвиконкому № 24 «Про питання адміністративно-територіального поділу окремих районів області», с. Косенів підпорядковане Середньодеражнянській сільській раді. 14 квітня 1986 року, відповідно до рішення Житомирського облвиконкому № 144 «Про деякі питання адміністративно-територіального устрою», с. Кошелів приєднане до с. Ткарів.
Виключена з облікових даних 17 липня 2020 року. Територію та населені пункти ради, відповідно до розпорядження Кабінету Міністрів України № 711-р від 12 червня 2020 року «Про визначення адміністративних центрів та затвердження територій територіальних громад Житомирської області», включено до складу новоствореної Ярунської сільської територіальної громади Новоград-Волинського району Житомирської області.
Входила до складу Ярунського (Піщівського, 7.03.1923 р.) та Новград-Волинського (4.06.1958 р.) районів.